# Gavialidae
Famille
Les Gavialidae sont une famille de crocodiliens. Elle a été nommée par le médecin-militaire Andrew Adams (1827-1882), zoologiste britannique en 1854. 
Cette famille comporte deux espèces actuelle : Gavialis gangeticus, le Gavial du Gange, et Tomistoma schlegelii, le Faux-gavial de Malaisie (ou Gavial de Schlegel).
Autrefois classé dans le même genre que le gavial du Gange, le faux-gavial de Malaisie fut ensuite inclus dans les Crocodylidae. Des doutes persistent quant à sa position systématique (cf. § Systématique), mais de récentes études de 2018 et 2021 sur la relation de l'ordre des Crocodilia révèlent que cette espèce fait bien partie en réalité de la  famille des Gavialidae, dans la sous-famille des Tomistominae (autrefois incluse dans les Crocodilidae), aux côtés de la sous-famille type des Gavialinae.

## Répartition
Gavialis gangeticus se rencontre en Asie du Sud et Tomistoma schlegelii en Asie du Sud-Est.

## Liste des genres
Selon The Reptile Database (12 juil. 2011) :
- Gavialis Oppel, 1811

et les genres fossiles :
- †Aktiogavialis Vélez-Juarbe, Brochu & Santos, 2007
- †Eogavialis Buffetaut, 1982
- †Gryposuchus Langston, 1965
- †Hesperogavialis Bocquentin, Villanueva & Buffetaut, 1981
- †Ikanogavialis Sill, 1970
- †Piscogavialis Kraus, 1998
- †Siquisiquesuchus Brochu & Rincón, 2004

## Systématique
Les Gavialidae font partie de la super-famille des Gavialoidea, autrefois florissante. Ce groupe est le plus basal dans les crocodiliens : il est le groupe frère de tous les autres crocodiliens, les Brevirostres, (Alligatoridae et Crocodylidae, c'est-à-dire alligators et crocodiles).
Les dernières analyses des relations unissant les crocodiliens (les crocodiles modernes) sont contradictoires quant à la position systématique de Tomistoma. De ce fait tous les crocodiliens actuels sont parfois rassemblés dans une famille unique les Crocodilidae au sens large.
Relations phylogénétiques d'après Brochu (2001) :
- Hypothèse morphologique : L'utilisation de caractères morphologiques indique que Tomistoma appartient aux Crocodylidae, avec les autres Tomistominae:

```
─o 
Crocodilia

 ├─o 
Gavialis

 └─o
   ├─o 
Alligator

   └─o
     ├─o 
Tomistoma

     └─o 
Crocodylus
```

- Hypothèse moléculaire : Les données moléculaires montrent que Tomistoma schlegelii et Gavialis gangeticus sont groupes frères, c'est-à-dire que le « faux-gavial » est un Gavialidae :

```
─o 
Crocodilia

 ├─o
 │ ├─o 
Gavialis

 │ └─o 
Tomistoma

 └─o
   ├─o 
Alligator

   └─o 
Crocodylus
```

## Position phylogénique
- Diapsida
  - Archosauria
    - Crurotarsi
      - Eusuchia
        - Crocodilia
          - Gavialoidea
            - Gavialidae

          - Brevirostres
            - Alligatoridae
            - Crocodylidae